# جو آلا
جو آلا (انگلیسی: Jo Aleh؛ زادهٔ ۱۵ مهٔ ۱۹۸۶) قایقران قایق بادبانی اهل نیوزیلند است.